# Олива, Джованни Анелло
Джованни Анелло Олива или Хуан Анелло Олива, (исп. Joan (Juan) Anello Oliva, итал. Giovanni Anello Oliva, 1574, Неаполь, Италия — 5 февраля 1642, Лима, Перу) — итальянский иезуитский миссионер, священник в Перу. Автор зашифрованных цифровым кодом уникальных в своём роде записок, посвященных истории инков, в частности их религии, а также системам фиксации информации — кипу и токапу, знаток кечуа. Являлся соратником и помощником выдающегося перуанского историка Бласа Валера.

## Биография
Так же как и Генерал Клаудио Аквавива, Анелло Олива родился в Неаполе, как он сам заметил, «в тени Везувия».
Вступил в Орден иезуитов в Неаполе 1 ноября 1593 года, по протекции Виталески. Являлся также и учеником Главы Ордена Иезуитов Муцио Виталески. Ему же он и посвятил свой труд «Vida de Varones Ilustres de la Compania de Jesus…», окончив его в 1631 году, но впервые была опубликована в 1857 году из-за цензуры.
В Перу прибыл в 1597 году после 4 лет послушничества вместе с 11 иезуитами под руководством отца Петруса Клавера, равно как 12 апостолов. Заканчивает обучение в Колехио Максимо Сан Пабло в Лиме в 1601 году, принимает участие в миссии в Хули (озеро Титикака). Священником стал в 1614 году. С 1601 года «воодушевлён… помогать индейцам».
Находился Олива, как он пишет, с миссией в Санта-Крус-де-ла-Сьерра в Боливии в 1611 году, хотя действовал там уже с 1607 года. В 1609 году карточка на него в Catalogo Provinciale secreto del Peru сообщает: «хорошего ума, посредственного благоразумия, по темпераменту холерик».
Действует также в Оруро, Чукисака и Арекипа. В 1637 году был Ректором Иезуитского колледжа в Лиме.
Находясь в Лиме, продолжил запись тетради Антонио Кумиса, но уже используя шифр, взятого у предшественников отцов Паэс и Кабредо.

## Произведения
- Анелло Олива является соавтором записок «Historia et rudimenta linguae piruanorum» (сокращенно в научной литературе HR) — тетрадей из 12 листов, которые были начаты Антонио Кумисом около 1600 года (на лытыни), потом продолжены уже им между 1637 и 1638 годами на итальянском языке; вместе с Документом «Exsul immeritus Blas Valera populo suo» (сокращенно EI), написанного и подписанного метисом отцом Бласом Валера в Алькала де Энарес в 1618 году, являются известными «документами Миччинелли» оба документа являются тайными иезуитскими, то есть они не были ни редактированы, ни опубликованы, не имели и внутреннего распространения. Однако Блас Валера утверждал, что написал EI для культурного общества своего времени, а именно: иезуитам, а также потомкам Инков, комплексу той культуры, которая была перечеркнута силой навязанной испанцами конкистой. Напротив, выходит, что HR было редактируемо для донесения будущим иезуитам испытывавшим уважение к евангелическим идеям туземной культуры, идей, противных всяческому насилию, в уже поднятых метисом Бласом Валерой проблемах. Интересно, что отец Анелло Олива написал первую часть HR, которую принято называть Oliva I, в 1637 году, а вторую часть, то есть Oliva II, в 1638 году, — это, соответственно, семь и восемь лет спустя после его произведения, предназначенного к публикации «История королевства и провинций Перу» (1630) (Historia del reino y provincias del Perú). Следовательно, тексты Oliva I и Oliva II могут рассматриваться, как пояснение и свободная исповедь истинных мыслей отца Оливы и в то же время, они дают нам понять многие цензорские препятствия и принуждения, которым вынужден был подчиняться иезуит, чтобы добиться положения «никакого противодействия» (nihil obstat): «Моё перо здесь — это легкое почтение моим произведениям, предназначенным для публикации, без сожаления подвергнутым цензуре или чьё содержание было отпечатано по приказанию свыше», — как пишет по этому поводу Анелло Олива.

- Juan Anello Oliva. HISTORIA DEL REINO Y PROVINCIAS DEL PERÚ (1631) — Хуан Анелло Олива. История Королевства и Провинций Перу (1631), изданная в 1895 году в Лиме.

Это обширное произведение по истории Перу, правда преломленное под углом видения иезуитами сего предмета, но также содержит и уникальные сведения, не встречающиеся у других авторов.
Кумис, начавший HR, утверждает, что существовал «Ковчег /Ларец/», содержавший на плитах «писанные» законы, переданных Пачакамаком Илья Тексе (Pachacamac Illa Tecce) для Апо Манко Капака (Apo Manco Capac), а, стало быть, Инки не могли быть осуждены в язычестве, потому как в этом случае идолопоклонниками были бы католические священники. Кумис также интересовался вопросом трансцендентного фонетико-слогового «письма», реализованного в кипу, королевского кипу, используемое, говорит он, для соединения знати с богами, о чём он пытался, безрезультатно, «написать» песню «Золотое Яйцо» (Huevo de Oro), являющаяся декламацией аравека [поэта], и которую он транскрибировал также латинскими буквами, но на языке кечуа, с переводом на испанский язык (не являющийся основным языком его манускрипта, в действительности написанного на латыни, но зашифрованного цифрами). Возможно, источником песни был представитель кечуа, а испаноговорящим тот, кто был его информатором — умерший курака Майачак Асуай, которого Кумис упоминает в HR как друга отца Бласа Валера. Эта песня представляет синкретическую форму между мифом о происхождении Инков (рассказано об Айарах (los Ayares)) и христианским: он сообщает, что Создатель Неба говорит душе [сердцу] Виракочи, что он сошёл оплодотворить землю, и что он будет воскрешён. В ковчеге — находятся законы Бога Ильятексе (очевидна схожесть Бога Илья Тексе и Бога христианского, в охраняемых законах в Ковчеге, и между Виракочей и Иисусом Христом, который также, как и последний, будет воскрешен). Возможно, то же самое будет пояснено лучше песней с рисунком без подписи. (c.3v): то есть фигура представляет писанные на кипу законы, когда они падают из Ковчега /Ларца/, находящейся в небе, Солнце и Луна видят происходящее и в Земле открываются три пещеры Пакаритамбо, центральная из которых (Капактоко, давшая происхождение Инкам), украшена камнями или ценными цветами. Для пояснения темы аналогий, в маленьком словаре составленных им ключевых слов, Кумис переводит Пачакамак = Высшая суть, а Виракоча = Воплощенный Бог.
Несмотря на то, что религия Инков официально считалась языческой, авторы тайных документов, напротив, совершенно не считали Инков идолопоклонниками, а подают проблему с других позиций:
- два итальянских иезуита, Х. Кумис и П. Олива, утверждают, что инки не были идолопоклонниками, потому что имели религию, настолько похожую на нашу, что католические священники также считались бы идолопоклонниками, и они выделяли общие элементы между обеими религиями.

Позиция двух итальянских иезуитов по отношению к туземному понятию священного, кажется, соединялась с идеей переоценки прав Рима относительно божественной и всемирной верховной власти короля Испании в христианизации Перу, которая превратилась в бесполезную и жестокую резню, ведь Инки имели религию, похожую на европейскую католическую, и уже христианизованную в эпоху Апостолов. Также характерной была ненависть итальянских иезуитов к колониальному правлению испанцев в Перу.

## Спорные вопросы
В городе Кито были найдены рукописи «Древние обычаи Инков» (Las Costumbres Antiguas de los Incas), которые уже в 1945 Франсиско А. Лоайса представил как работу Бласа Валера, и, согласно такому историку как Сабина Хайленд (Sabine Hyland) также случайно в Ла-Пасе, Боливия, был найден словарь, названный Vocabulario, где приводиться информация о временах Инков.
В последнее время начали распространяться новые данные относительно биографии Бласа Валера. Среди них: спорные — общность с «Новой Хроникой и Добрым Правлением» (Nueva Corónica y Buen Gobierno), книгой Гуаман Пома де Айяла, Фелипе (Felipe Guamán Poma de Ayala). Согласно итальянской исследовательнице Лаура Лауренсич Минелли, существуют три листа с рисунками в рукописном документе «История и Начала Перуанского Языка» (Historia et Rudimenta Linguae Piruanorum), приводящих подпись «итальянского иезуита» Бласа Валера. Согласно Лауренсич Минелли, эти рисунки были нарисованы до 1618, а именно, спустя годы после официальной смерти Бласа Валеры.
Возможно, целью Валеры в Европе было: представить правдивое сообщение римскому папе о завоевании Перу конкистадором Франсиско Писарро, отравившего солдат Инки Атауальпа с помощью аурипигмента (As2S3 — лимонно-жёлтый триоксид мышьяка) и вина, о чём Валера узнал от своего дедушки Ильяванка из кипу, которое подарил тому амаута Мачакуимукта (живший при Инке Атауальпа), в знак благодарности за то, что он спас ему жизнь; от своего отца Луиса Валера он получил письмо конкистадора Франсиско Чавеса (участника пленения короля инков Атауальпы), его «Сообщение Королю Испании», составленное 15 августа 1533 года в городе Кахамарка. На этом письме сохранились подписи Поло де Ондегардо («No es cosa») и Хосе де Акосты («Non D.[omino].D.[entur].Ex simus [Eversimus] — Joseph de Acosta»), идентичные уже имевшимся среди документов в архивах Перу. Глава Общества Иезуитов, Аквавива, был против намерений Валеры, потому и было принято решение признать Валеру умершим, а сам он должен быть изгнан в Испанию, где часть его работ и попала к Инке Гарсиласо де ла Вега.
Позже, однако, Валера тайно возвратился в Перу под другим именем — Руируруна — с намерением напечатать свою версию завоевания Перу. Он сблизился с двумя другими иезуитами, а именно: Хуан Антонио Кумис и Хуан Анелло Олива. Также в группу помощников и покровителей Бласа Валера вошли и такие иезуиты: Бартоломе де Сантьяго, Хуан Гонсало Руис, Алонсо Барсана, Бартоломе Санчес, Муцио Виталески (Глава Ордена), Доминго де Бермео, Диего де Ваэна (либо Дионисио Веласкес). Чтобы осуществить свои намерения, они задумали воспользоваться чужим именем, и заключили контракт по сему поводу (об использовании имени, за что обязывались заплатить одной каретой с лошадью) с Фелипе Гуаман Пома де Айяла. Контракт сохранился вместе с тетрадью Бласа Валеры и был заключен в специальном предохранительном кармане. Выполнив задуманное, Блас Валера возвратился якобы Испанию в 1618, где предположительно вскоре и умер в Алькала-де-Энарес. В том же городе находился наследник инков — Дон Мельчор Карлос Инка, изображение которого попало в книгу Гуамана Пома де Айяла и выполненное, предположительно Гонсало Руисом.
Рукопись, изученная Лауренсич Минелли, состоит из девяти листов, написанных различными лицами испанском, латинском и итальянском языках, с рисунками, сделанными соратником Бласа Валеры — тем же Гонсало Руисом. Этот текст содержит краткую грамматику кечуа, представляющего ключ к расшифровке кипу, а также счетного инструмента — юпана.
Ролена Адорно, специалист, исследовавшая Фелипе Гуаман Пома де Айала, на основании исследования Хуана Карлоса Эстенссоро (Juan Carlos Estenssoro) намекают на вероятную подделку документов, изученных Лаурой Лауренсич Минелли.
Рукопись «Exsul Immeritus Blas Valera Populo Suo», представленная Лаурой Лауренсич Минелли, все ещё не пользуется признанием, а следовательно тайна, окутывающая прошлое Перу и этого иезуита метиса не раскрыта окончательно.

## Издания его произведений
- Exsul immeritus blas valera populo suo e historia et rudimenta linguae piruanorum. Indios, gesuiti e spagnoli in due documenti segreti sul Perù del XVII secolo. A cura di L. Laurencich Minelli. Bologna, 2007; br., pp. 590. ISBN 978-88-491-2518-4
- Juan Anello Oliva. HISTORIA DEL REINO Y PROVINCIAS DEL PERÚ (1631). Архивировано 9 июля 2012 года..

## Наследие
Раймондо де Сангро, принц Сан-Северо, купив рукопись HR 25 октября 1745 года у отца Ильянеса, включил в свою книгу La Lettera Apologetica многие знаки токапу в капак-кипу, правда, переделав их и придав им закруглённые, а не квадратные формы.